# Rapporto prezzo-utili
Il rapporto prezzo/utili (in inglese Price-Earnings (PE) Ratio, P = price = prezzo; E = earnings = utili) è un indicatore economico. È il rapporto fra il prezzo corrente di un'azione al momento del calcolo dell'indicatore, scelto di solito nel listino della borsa nazionale coi maggiori volumi scambiati, e l'utile atteso per ogni azione.
L'ipotesi sottostante è di una crescita dei dividendi tale che il successivo sarà pari almeno al precedente; un aumento delle azioni fra le quali è distribuito il dividendo non dovrebbe erodere l'utile per azione, in quanto la ricapitalizzazione è accompagnata da nuovi investimenti e maggiori utili che dovrebbero seguire l'emissione di nuove azioni. Il premio Nobel per l'economia Robert Shiller ha inventato il ciclically adjusted price earning che utilizza la media degli utili degli ultimi 10 anni, dato meno volatile e più affidabile.

## Applicazioni
Tale rapporto serve a valutare le quotazioni di un'azione, anche se un giudizio sul corretto valore di un titolo deve tener conto di diversi fattori, come il settore di appartenenza o l'andamento futuro dell'impresa.
Un valore pari a 13-15 è ritenuto normale; se è superiore indica di norma un titolo sopravvalutato (lo è certamente intorno a 27-30). 
Valori intorno a 8-9 sono ricercati dagli analisti, perché indicano titoli sottovalutati dal mercato, che potrebbero avere una buona crescita della quotazione.
In settori economici più tradizionali, dove è maggiore la concorrenza e minore la possibilità di ottenere utili di dimensioni elevate, ci si attende che il rapporto prezzo-utili o PE sia basso. 
In settori innovativi o in settori appena usciti da una situazione di crisi, le attese di utili futuri elevati spinge invece più in alto il PE considerato corretto.
Il PE esprime anche il tempo necessario perché gli utili siano pari al prezzo dell'azione. È da considerare che gli utili prodotti non coincidono con i dividendi distribuiti che ne rappresentano soltanto una parte.
Importante sapere, che il PE è influenzato dall'inflazione e, quindi, dai tassi di interesse. Possiamo notare come, ad un'inflazione elevata, corrisponde un PE più basso, in modo tale che gli investitori del mercato azionario possano avere dei rendimenti più elevati, dati da prezzi più bassi, ma da più alti dividendi.